# Marco Posligua
Marco Posligua (n. Guayaquil, Ecuador; 17 de febrero de 1993) es un futbolista ecuatoriano. Juega de extremo izquierdo y su equipo actual es 9 de Octubre Fútbol Club de la Serie B de Ecuador.

## Trayectoria
Realizó las divisiones formativas en el América de Quito.
En el 2010 fichó por la Universidad Católica con el cual disputó el torneo de la categoría sub-18.
En el 2011 disputó su primer y único partido con la plantilla principal de la Universidad Católica, pero volvió al torneo de la categoría sub-18, donde permaneció hasta finalizar la temporada.
Sus actuaciones en el torneo de la categoría sub-18 fueron suficientes para que el 2012 fichara por el Pilahuin Tío de la Segunda Categoría con el cual disputó el torneo provincial y posteriormente el nacional que otorgaba dos cupos para la Serie B. 
En el 2013 fue contratado por Liga Deportiva Universitaria donde participó en el Campeonato de Reservas.

## Estadísticas

### Clubes
| Club                  | País    | Año       |
| --------------------- | ------- | --------- |
| Universidad Católica  | Ecuador | 2010-2011 |
| Pilahuin Tío          | Ecuador | 2012      |
| Liga de Quito         | Ecuador | 2013      |
| Deportivo Azogues     | Ecuador | 2015      |
| Deportivo Cuenca      | Ecuador | 2015      |
| Clan Juvenil          | Ecuador | 2016      |
| Aucas                 | Ecuador | 2016      |
| Técnico Universitario | Ecuador | 2017      |
| Fuerza Amarilla       | Ecuador | 2018      |
| Olmedo                | Ecuador | 2019-2020 |
| Deportivo Cuenca      | Ecuador | 2021      |
| Olmedo                | Ecuador | 2022      |
| Búhos ULVR            | Ecuador | 2023      |
| 9 de Octubre F. C.    | Ecuador | 2023-act. |